# 199
El año 199 (CXCIX) fue un año común comenzado en lunes del calendario juliano, en vigor en aquella fecha.
En el Imperio romano el año fue nombrado el del consulado de Anulino y Frontón, o menos frecuentemente, como el 952 ab urbe condita, siendo su denominación como 199 a principios de la Edad Media, al establecerse el anno Domini.

## Acontecimientos
- En febrero, en China, el señor de la guerra Cao Cao manda ahorcar a varios prisioneros de guerra, entre ellos el general Lü Bu. Después envía su cabeza decapitada a su ciudad.
- En Roma (Italia) Ceferino sucede a Víctor I como papa.

## Fallecimientos
- Víctor I, papa.
- Yuan Shu, general chino.